# 流苏黄竹
流苏黄竹（学名：Dendrocalamus membranaceus f. fimbriligulatus）为禾本科绿竹属黄竹下的一个变型。

## 扩展阅读
- 維基物種上的相關：流苏黄竹